# صنایع دورل
صنایع دورل (انگلیسی: Dorel Industries) شرکت خوشه‌ای کانادایی است، که در سال ۱۹۶۲ تأسیس شد.